# Résultats des élections des gouverneurs dans l'Illinois
La liste ci-dessous retrace les résultats obtenus par les principaux candidats (souvent républicains contre démocrates) aux élections du gouverneur dans l'État de l'Illinois. À noter que le gouverneur-adjoint est élu avec le gouverneur sur "un ticket" et non séparément comme dans d'autres États américains.

## Résultats
| Année | Vainqueur                                         | Principal adversaire                                             | Comtés | Source |
| ----- | ------------------------------------------------- | ---------------------------------------------------------------- | --- | ------ |
| 1818  | Shadrach Bond (RD) 3,427 voix 99,51 %             | Henry Reavis (I) 19 voix 0,49 %                                  | Les comtés en orange sont remportés par Bond |        |
| 1822  | Edward Coles (RD) 2,854 voix 33,16 %              | Joseph Phillips (RD) 2,687 voix 31,22 %                          | Les comtés en orange sont remportés par les candidats du parti démocrate-républicain                                                                  |        |
| 1826  | Ninian Edwards (Adams) 6,280 voix 49,47 %         | Thomas Sloo (J) 5,834 voix 45,96 %                               | Les comtés en rose sont remportés par Edwards, les comtés en bleu foncé par Sloo                                                                      |        |
| 1830  | John Reynolds (NR) 12,837 voix 58,95 %            | William Kinney (J) 8,938 voix 41,05 %                            | Les comtés en rose sont remportés par Reynolds, les comtés en bleu foncé par Kinney                                                                   |        |
| 1834  | Joseph Duncan (D) 17,330 voix 52,91 %             | William Kinney (D) 10,224 voix 31,21 %                           | Les comtés en bleu sont remportés par les candidats du parti démocrate                                                                                |        |
| 1838  | Thomas Carlin (D) 30,668 voix 50,78 %             | Cyrus Edwards (Wing) 29,722 voix 49,22 %                         | Les comtés en bleu sont remportés par Carlin et les comtés verts par Edwards                                                                          |        |
| 1842  | Thomas Ford (D) 46,452 voix 53,52 %               | Joseph Duncan (Wing) 39,429 voix 45,43 %                         | Les comtés en bleu sont remportés par Ford et les comtés verts par Duncan                                                                             |        |
| 1846  | Augustus French (D) 58,657 voix 58,17 %           | Thomas Kilpatrick (Wing) 37,033 voix 36,72 %                     | Les comtés en bleus sont remportés par French et les comtés verts par Kilpatrick                                                                      |        |
| 1848  | Augustus French (D) 67,828 voix 86,76 %           | W. S. Morison (Wing) 5,659 voix 7,24 %                           | Les comtés en bleus sont remportés par French et les comtés verts par Morison                                                                         |        |
| 1852  | Joel Aldrich Matteson (D) 80,789 voix 52,39 %     | Edwin Webb (Wing) 64,408 voix 41,76 %                            | Les comtés en bleus sont remportés par Matteson et les comtés verts par Webb                                                                          |        |
| 1856  | William Bissell (R) 111,466 voix 46,97 %          | William Alexander Richardson (D) 106,769 voix 44,99 %            | Les comtés en rouge sont remportés par William Bissell, les comtés bleus par William Alexander Richardson et le comté jaune par Buckner Stithe Morris |        |
| 1860  | Richard Yates (R) 172,196 voix 51,19 %            | James Cameron Allen (D) 159,253 voix 47,34 %                     | Les comtés en rouges sont remportés par Yates et les comtés bleus par Allen                                                                           |        |
| 1864  | Richard James Oglesby (R) 190,376 voix 54,54 %    | James C. Robinson (D) 158,701 voix 45,46 %                       | Les comtés en rouge sont remportés par Oglesby et les comtés bleus par Robinson                                                                       |        |
| 1868  | John Palmer (R) 249,912 voix 55,57 %              | John Eden (D) 199,813 voix 44,43 %                               | Résultats par comté indisponibles |        |
| 1872  | Richard James Oglesby (R) 237,774 voix 54,41 %    | Gustavus Koerner (Liberal Republican) 197,084 voix 45,10 %       | Résultats par comté indisponibles |        |
| 1876  | Shelby Moore Cullom (R) 279,263 voix 50,58 %      | Lewis Steward (D) 272,465 voix 49,35 %                           | Résultats par comté indisponibles |        |
| 1880  | Shelby Moore Cullom (R) 314,565 voix 50,57 %      | Lyman Trumbull (D) 277,532 voix 44,61 %                          | Résultats par comté indisponibles |        |
| 1884  | Richard James Oglesby (R) 334,234 voix 49,64 %    | Carter Harrison (D) 319,635 voix 47,47 %                         | Résultats par comté indisponibles |        |
| 1888  | Joseph Fifer (R) 367,860 voix 50,50 %             | John McAuley Palmer (D) 335,313 voix 46,03 %                     | Résultats par comté indisponibles |        |
| 1892  | John Peter Altgeld (D) 425,558 voix 48,74 %       | Joseph Fifer (R) 402,686 voix 46,12 %                            | Résultats par comté indisponibles |        |
| 1896  | John Tanner (R) 587,637 voix 54,10 %              | John Peter Altgeld (D) 474,256 voix 43,66 %                      | Résultats par comté indisponibles |        |
| 1900  | Richard Yates, Jr. (R) 580,199 voix 51,49 %       | Samuel Alschuler (D) 518,966 voix 46,06 %                        | Les comtés en rouge sont remportés par Yates et les comtés bleus par Alschuler                                                                        |        |
| 1904  | Charles Deneen (R) 634,029 voix 59,09 %           | Lawrence Stringer (D) 334,880 voix 31,21 %                       | Résultats par comté indisponibles |        |
| 1908  | Charles Deneen (R) 550,076 voix 47,64 %           | Adlai Ewing Stevenson (D) 526,912 voix 45,64 %                   | Résultats par comté indisponibles |        |
| 1912  | Edward Fitzsimmons Dunne (D) 443,120 voix 38,11 % | Charles Deneen (R) 318,469 voix 27,39 %                          | Résultats par comté indisponibles |        |
| 1916  | Frank Lowden (R) 696,535 voix 52,67 %             | Edward Fitzsimmons Dunne (D) 556,654 voix 42,09 %                | Résultats par comté indisponibles |        |
| 1920  | Lennington Small (R) 1,243,148 voix 58,87 %       | James Lewis (D) 731,541 voix 34,64 %                             | Résultats par comté indisponibles |        |
| 1924  | Lennington Small (R) 1,366,436 voix 56,72 %       | Norman Jones (D) 1,021,408 voix 42,40 %                          | Résultats par comté indisponibles |        |
| 1928  | Louis Emmerson (R) 1,709,818 voix 56,76 %         | Floyd Thompson (D) 1,284,897 voix 42,66 %                        | Les comtés en rouge sont remportés par Emmerson et les comtés bleus par Thompson                                                                      |        |
| 1932  | Henry Horner (D) 1,930,330 voix 57,62 %           | Lennington Small (R) 1,364,043 voix 40,71 %                      | Résultats par comté indisponibles |        |
| 1936  | Henry Horner (D) 2,067,861 53,13 %                | Wayland Brooks (R) 1,682,674 voix 43,24 %                        | Résultats par comté indisponibles |        |
| 1940  | Dwight Green (R) 2,197,778 voix 52,93 %           | Harry Hershey (D) 1,940,833 voix 46,74 %                         | Résultats par comté indisponibles |        |
| 1944  | Dwight Green (R) 2,013,270 voix 50,75 %           | Thomas Courtney (D) 1,940,999 voix 48,93 %                       | Résultats par comté indisponibles |        |
| 1948  | Adlai Stevenson (D) 2,250,074 voix 57,11 %        | Dwight Green (R) 1,678,007 voix 42,59 %                          | Résultats par comté indisponibles |        |
| 1952  | William Stratton (R) 2,317,363 voix 52,48 %       | Sherwood Dixon (D) 2,089,721 voix 47,32 %                        | Les comtés en rouge sont remportés par Stratton et les comtés bleus par Dixon                                                                         |        |
| 1956  | William Stratton (R) 2,171,786 voix 50,43 %       | Richard Austin (D) 2,134,909 voix 49,57 %                        | Résultats par comté indisponibles |        |
| 1960  | Otto Kerner (D) 2,594,731 voix 55,62 %            | William Stratton (R) 2,070,479 voix 44,38 %                      | Résultats par comté indisponibles |        |
| 1964  | Otto Kerner (D) 2,418,394 voix 51,93 %            | Charles Percy (R) 2,239,095 voix 48,08 %                         | Résultats par comté indisponibles |        |
| 1968  | Richard Ogilvie (R) 2,307,295 voix 51,42 %        | Samuel Shapiro (D) 2,179,501 voix 48,58 %                        | Résultats par comté indisponibles |        |
| 1972  | Dan Walker (D) 2,371,303 voix 50,68 %             | Richard Ogilvie (R) 2,293,809 voix 49,02 %                       | Résultats par comté indisponibles |        |
| 1976  | James Thompson (R) 3,000,395 voix 64,68 %         | Michael Howlett (D) 1,610,258 voix 34,71 %                       | Les comtés en rouge sont remportés par Thompson et les comtés bleus par Howlett                                                                       |        |
| 1978  | James Thompson (R) 1,859,864 voix 59,04 %         | Michael Bakalis (D) 1,263,134 voix 40,09 %                       | Les comtés en rouge sont remportés par Thompson et les comtés bleus par Bakalis                                                                       |        |
| 1982  | James Thompson (R) 1,816,101 voix 49,44 %         | Adlai Stevenson III (D) 1,811,027 voix 49,30 %                   | Les comtés en rouge sont remportés par Thompson et les comtés bleus par Stevenson                                                                     |        |
| 1986  | James Thompson (R) 1,655,945 voix 52,67 %         | Adlai Stevenson III (Illinois Solidarity) 1,256,725 voix 39,97 % | Les comtés en rouge sont remportés par Thompson et les comtés bleu clair par Stevenson                                                                |        |
| 1990  | Jim Edgar (R) 1,653,126 voix 50,75 %              | Neil Hartigan (D) 1,569,217 voix 48,17 %                         | Les comtés en rouge sont remportés par Edgar et les comtés bleus par Hartigan                                                                         |        |
| 1994  | Jim Edgar (R) 1,984,318 voix 63,88 %              | Dawn Clark Netsch (D) 1,069,850 voix 34,44 %                     | Les comtés en rouge sont remportés par Edgar et les comtés bleus par Clark                                                                            |        |
| 1998  | George Ryan (R) 1,714,094 voix 51,03 %            | Glenn Poshard (D) 1,594,191 voix 47,46 %                         | Les comtés en rouge sont remportés par Ryan et les comtés bleus par Poshard                                                                           |        |
| 2002  | Rod Blagojevich (D) 1,847,040 voix 52,19 %        | Jim Ryan (R) 1,594,960 voix 45,07 %                              | Les comtés en rouge sont remportés par Ryan et les comtés bleus par Blagojevich                                                                       |        |
| 2006  | Rod Blagojevich (D) 1,736,219 voix 49,80 %        | Judy Baar Topinka (R) 1,368,682 voix 39,26 %                     | Les comtés en rouge sont remportés par Topinka et les comtés bleus par Blagojevich                                                                    |        |
| 2010  | Pat Quinn (D) 1,721,812 voix 46,63 %              | Bill Brady (R) 1,702,399 voix 46,11 %                            | Les comtés en rouge sont remportés par Brady et les comtés bleus par Quinn                                                                            |        |
| 2014  | Bruce Rauner (R) 1,823,627 voix 50,27 %           | Pat Quinn (D) 1,681,343 voix 46,35 %                             | Les comtés en rouge sont remportés par Rauner et les comtés bleus par Quinn                                                                           |        |
| 2018  | J. B. Pritzker (D) 2,479,746 voix 54,5 %          | Bruce Rauner (R) 1,765,751 voix 38,8 %                           | Les comtés en rouge sont remportés par Rauner et les comtés bleus par Pritzker                                                                        |        |
| 2022  | J. B. Pritzker (D) 2,253,748 voix 54,9 %          | Darren Bailey (R) 1,739,095 voix 42,4 %                          | Les comtés en rouge sont remportés par Bailey et les comtés bleus par Pritzker                                                                        |        |